# ヘーチマン・イヴァン・マゼーパ (コルベット)
ヘーチマン・イヴァン・マゼーパ（ウクライナ語: Гетьман Іван Мазепа,F211）は、ウクライナ海軍のコルベット。トルコ海軍のアダ級コルベットの準同型艦。艦名はウクライナ・コサックの棟梁（ヘーチマン）であるイヴァン・マゼーパにちなむ。

## 艦歴

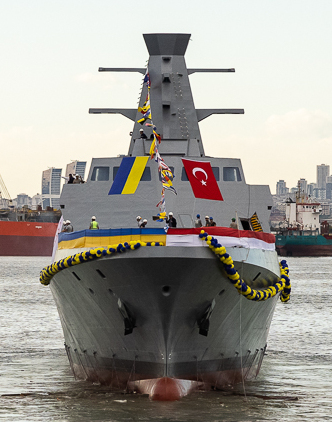
進水直後の一枚。

2014年のロシアによるクリミアの併合後、多数の艦艇を失ったウクライナ海軍は再建計画の中で武装無人航空機の調達とコルベット建造に関する覚書をトルコと調印した。
コルベットは2021年9月7日に起工し、2022年のロシアによるウクライナ侵攻中も建造は続けられた。2022年10月2日にトルコのイスタンブール海軍工廠において、ウクライナ大統領夫人オレーナ・ゼレンシカ、ウクライナ海軍司令官オレクシー・ネイツパパ中将らが出席して進水式が行われた。
2023年7月7日、オレクシー・ネイツパパ中将は同艦が2024年にも就役予定だと発表した。
2024年5月29日、同船は初の海上試験を行った。